# Pedro Salvador
Fray Pedro Salvador fue un evangelizador franciscano nacido en Palos de la Frontera. Profesó en el convento de Lima como religioso lego, en la segunda mitad del siglo XVI.